# قصه ما مثل شد (انیمیشن)
قصه ما مثل شد مجموعه تلویزیونی انیمیشن به کارگردانی و نویسندگی امیرمحمد دهستانی ساختهٔ ١٣٨۶ است. این مجموعه که در سه فصل و ۶۶ قسمت توسط امیر محمد دهستانی بر اساس کتابی به همین نام از محمد میر کیانی ساخته، نوشته و کارگردانی شده است. روایت داستان‌ها، حکایت‌ها و قصه‌های قدیمی در این مجموعه به صورت ضرب‌المثل درآمده و به شکلی طنزآمیز به تصویر کشیده شده‌است.
این مجموعه اولین سریال انیمیشن ایران است که با تکنیک «کات آوت» رایانه ای ساخته شده است.

## قسمت‌ها
- آدم و کلاه
- خواب دندان
- هسته زردآلو
- نان دزدی
- گرگ و روباه
- گرگ و پنبه‌زن
- گاو سفید
- سبد دروغی
- خواب خوش
- چشم قصاب
- دم گربه
- روباه و شتر
- سبزی آش
- شاگرد خیاط
- شام عروس
- دیوانه و دیوانه
- بوی پول
- اسب و پارچه
- دیو و دزد
- پهلوان ترسو
- آش داغ
- قاضی و مرد
- کوزه خیاط
- دهان و دروازه
- راهزن و مادر
- موش و آهن[۱]

## صداپیشگان
- غلامعلی افشاریه
- جواد پزشکیان
- علی همت مومیوند
- زنده یاد بیژن علی محمدی
- زنده یاد شهروز ملک آرایی
- ظفر گرایی
- سعید شیخ زاده
- امیرمحمد صمصامی
- نرگس فولادوند
- شوکت حجت
- مهرخ افضلی
- نسیم رضاخانی